# Natalie Myburgh
Natalie Anne Myburgh, née le 15 mai 1940 et morte le 21 janvier 2014 à Knysna, est une nageuse sud-africaine.

## Biographie
Aux Jeux olympiques d'été de 1956 à Melbourne, Natalie Myburgh est médaillée de bronze olympique du relais 4x100 mètres nage libre (avec Moira Abernethy, Jeanette Myburgh et Susan Roberts), huitième du 100 mètres nage libre et est éliminée en séries du 400 mètres nage libre.
Elle meurt d'un cancer à l'âge de 73 ans.